# Ana (esposa de Artavasdo)
Ana (fl. 720–740) foi a esposa de Artavasdo, o usurpador do trono bizantino entre junho de 741 e 2 de novembro de 743. Desconhece-se a sua data de nascimento, mas tudo indica que seja anterior a 710, baseado no facto de que os seus filhos, Nicetas e Nicéforo, desempenharam cargos importantes durante o curto reinado do pai.
Ana era filha do imperador Leão III, o Isauro e da sua esposa Maria e irmã de Constantino V (r. 741–775), o imperador destronado pelo marido. Ambos tinham duas irmãs — Irene e Cosmo, cujos nomes e locais onde foram sepultados estão registados na obra Sobre as Cerimônias de Constantino VII, mas mais nada se sabe sobre eles.

## Casamento
O trono do Império Bizantino era instável no início da década de 710. Justiniano II tinha sido deposto e executado em 711 e a sua deposição foi seguida por reinados efémeros de Filípico (r. 711–713), Anastácio II (r. 713–715) e Teodósio III (r. 715–717). Todos ascenderam ao poder através de golpes de estado entre fações do exército bizantino.
Nestas circunstâncias, Leão, estratego (comandante) do Tema Anatólico aliou-se a Artavasdo, estratego do Tema Armeníaco, em 715, com o objetivo de depôr Teodósio e levar Leão ao poder. Essa aliança foi selada com o noivado de Ana, filha do primeiro, com Artavasdo. A revolta dos dois comandantes foi levada a cabo dois anos depois e teve êxito no seu objetivo. Em 25 de março de 717, Leão foi proclamado imperador em Santa Sofia, o que tornou Ana um membro da nova família imperial. O seu casamento foi celebrado depois da subida ao trono do seu pai. O seu marido foi rapidamente nomeado curopalata ("mestre do palácio") e conde do Tema Opsiciano, mantendo o seu comando original do Tema Armeníaco.

## Imperatriz
As políticas religiosas de Leão III dividiram a cristandade calcedoniana do seu tempo entre iconoclastas e iconódulos, com o imperador liderando os primeiros e perseguindo os últimos.
Leão III morreu em 18 de junho de 741 e foi sucedido por Constantino V, o seu único filho. Constantino também era iconoclasta e tinha o apoio dessa fação. Por seu lado, Artavasdo procurou apoio entre os iconódulos tendo em vista a preparação de uma revolta. Em junho de 741 ou 742, Constantino encontrava-se em viagem na Ásia Menor, a caminho da fronteira oriental, onde iria levar a cabo uma campanha militar contra o Califado Omíada, onde reinava Hixame ibne Abedal Maleque. Artavasdo e as suas tropas atacaram o imperador durante esta viagem; derrotado, Constantino procurou refúgio em Amório, enquanto o vencedor marchou para Constantinopla onde foi aceite como imperador.
Artavasdo foi coroado pelo patriarca Anastácio. Ana foi proclamada augusta e o seu filho Nicéforo foi declarado co-imperador. Artavasdo declarou-se "Protetor dos Santos Ícones" e procurou segurar-se no trono. A sua principal base de apoio eram os temas Armeníaco, Opsiciano e Trácio. Foi reconhecido por líderes religiosos iconódulos, nomeadamente o papa Zacarias.
A guerra civil durou cerca de dois anos, terminando com a derrota de Artavasdo. A primeira grande batalha teve lugar perto de Sárdis, na Lídia, em maio de 743. Um exército comandando por Nicetas, outro filho de Artavasdo, foi derrotado em agosto. Constantino dirigiu-se então para a capital imperial e tomou-a três meses mais tarde. Artavasdo foi deposto em 2 de novembro de 743.

## Últimos anos
Teófanes, o Confessor, relata que Constantino começou por encarcerar Artavasdo e os seus filhos Nicéforo e Nicetas, e em seguida humilhou-os publicamente no Hipódromo de Constantinopla. Os três foram cegados e exilados no Mosteiro de Chora.
Ana e sete dos seus outros filhos, mencionados sem nomes nas fontes, tê-los-iam seguido no seu retiro monástico. Ana tratou do seu marido e dos filhos até eles morrerem. Foram todos sepultados em Chora. Posteriormente, em data incerta, as relíquias do patriarca Germano I foram transferidas para Chora e o mosteiro tornou-se um santuário de mártires iconódulos.
Não se sabe em que ano Ana morreu, mas ela não é mencionada após o reinado do seu irmão.

## Família e filhos
Ana e Artavasdo tiveram nove filhos:
- Nicetas. Estratego do Tema Armeníaco no reinado do pai.
- Nicéforo. Co-imperador entre 741 e 743.
- Sete outros filhos de nome desconhecido.

Nicetas era supostamente o filho mais velho por aparecer antes de Nicéforo no Chronographikon syntomon do patriarca Nicéforo I de Constantinopla. Este fato levou o bizantinista Paul Speck, em sua obra "Artabasdos: Der rechtgläubige Vorkämpfer der göttlichen Lehren : Untersuchungen zur Revolte des Artabasdos und ihrer Darstellung in der byzantinischen Historiographie" (1981) a sugerir que Nicetas seria fruto de um casamento anterior e que Nicéforo seria o primogênito de Ana.